# Zestaw głośnikowy

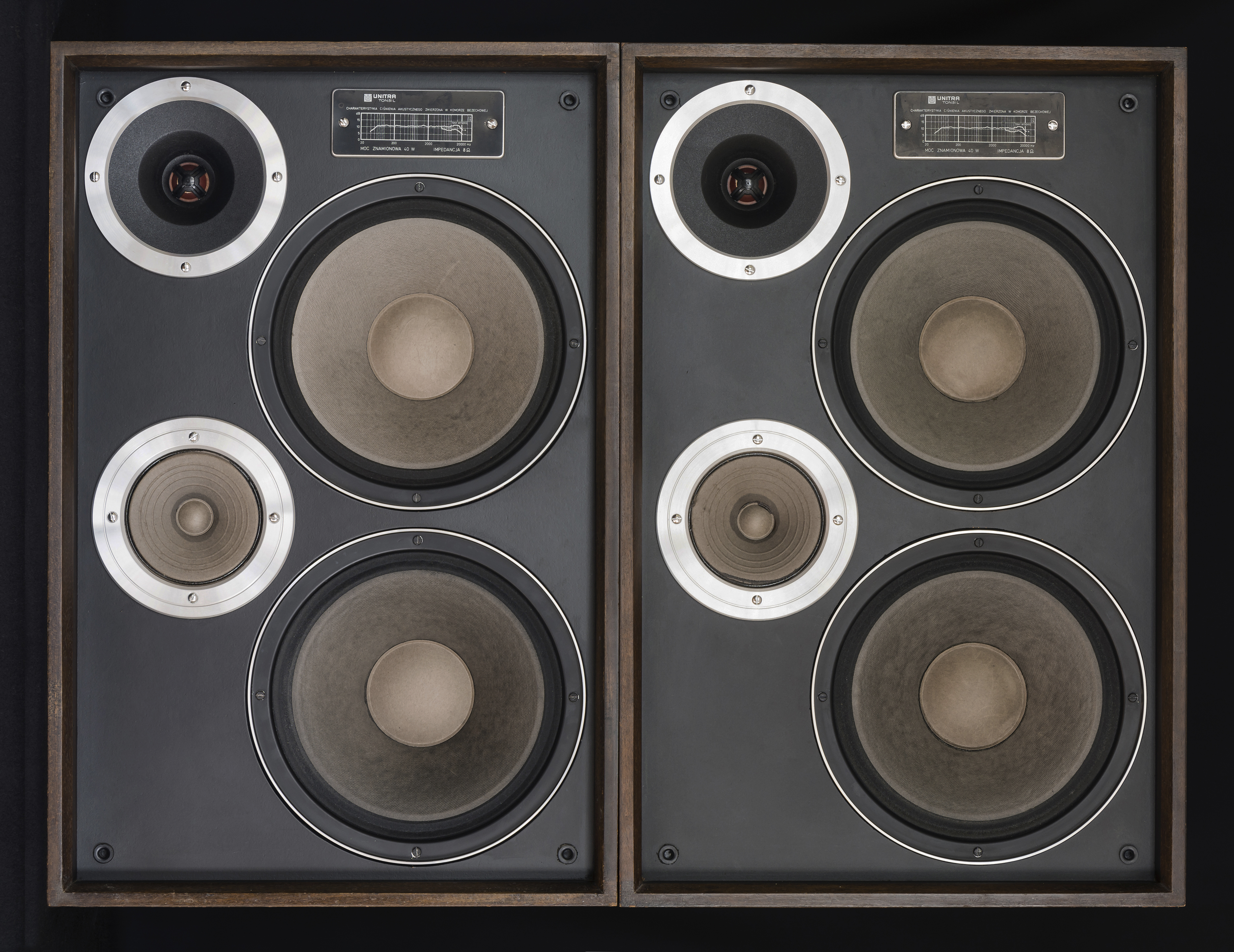
Zestawy głośnikowe ZG 40\8

Zestaw głośnikowy (kolumna głośnikowa) – zestaw głośników umieszczonych w obudowie głośnikowej. Obudowa zapewnia izolację akustyczną między przednią i tylną stroną membrany głośnika niskotonowego, zapobiegając w ten sposób tzw. „zwarciu akustycznemu”. Zestaw głośnikowy wyposażony jest w zwrotnicę głośnikową, której zadaniem jest podział sygnału elektroakustycznego ze wzmacniacza na kilka węższych pasm, odtwarzanych następnie przez odpowiednie głośniki.
Zestawy głośnikowe stosuje się w systemach stereo lub w systemach wielokanałowych. Dzieli się je na:
- pasywne – nie zawierające urządzeń wzmacniających,
- aktywne – w obudowie ze wzmacniaczem elektroakustycznym.

Zestaw głośnikowy często bywa (potocznie) nazywany kolumną głośnikową, określenie to powszechnie funkcjonuje wśród producentów i w handlu, fakt ten potwierdzają określenia kolumna dwudrożna, kolumna trójdrożna. W handlu funkcjonuje także nazewnictwo, w którym kolumna głośnikowa ma dwa znaczenia:
- ogólne, oznaczające wszystkie urządzenia w obudowach do odtwarzania dźwięku,
- węższe, oznaczające pojedyncze urządzenie zamknięte w obudowie, przeznaczone do odtwarzania dźwięku.

W tej terminologii zestawem głośnikowym nazywa się kompletny zestaw jednakowych bądź różnych kolumn głośnikowych.
Według ścisłego, fachowego nazewnictwa kolumna głośnikowa to rodzaj zestawu głośnikowego składającego się z kilku takich samych głośników ustawionych w linii w obudowie.

## Obudowa
Zestawy głośnikowe umieszcza się w obudowach otwartych, zamkniętych lub z tunelem rezonansowym bass reflex. Zestawy głośnikowe w obudowach zamkniętych charakteryzują się lepszą charakterystyką impulsową dla małych częstotliwości niż zestawy głośnikowe w obudowach typu "bass reflex". Obudowy z tunelem rezonansowym mają za to większą efektywność (podawaną w dB) w zakresie niskich częstotliwości, która jest ważnym parametrem charakteryzującym głośność zestawu, w porównaniu do obudów zamkniętych.
Istnieją trzy sposoby strojenia obudów z tunelem rezonansowym. Najczęściej spotykana w konstrukcjach to QB3, gdzie osiąga się kompromis między efektywnością a charakterystyką impulsową. Strojenie typu SBB4 ma za zadanie zachowanie jak najlepszego impulsu kosztem efektywności otworu bass-reflex. Kolejny rodzaj strojenia polega na uzyskaniu jak największej efektywności, osiągania niższych częstotliwości kosztem szybkości odpowiedzi, a co za tym idzie kontroli basu – takie rozwiązanie stosuje się zwłaszcza w subwooferach.
Konstrukcja obudowy ma bardzo istotny wpływ na jakość dźwięku zestawu głośnikowego. Dąży się do wyeliminowania drgań ścianek obudowy, które przez swoje wibracje wytwarzają dźwięk niepożądany, zakłócający. Wewnątrz stosuje się wytłumienie, elementy wzmacniające i usztywniające, skośne, nierównoległe ścianki itp. W obudowach zamkniętych wytłumienie jest silniejsze niż w obudowach typu bass reflex.
Materiały, z których najczęściej wytwarzane są obudowy głośnikowe to płyta wiórowa, płyta MDF, a także niektóre rodzaje drewna. Używane są również inne materiały, jak np. stopy aluminium czy tworzywa sztuczne.
Ważnym elementem zestawu głośnikowego jest panel gniazd (zacisków) przyłączeniowych, znajdujący się na tylnej ścianie, dla podłączenia przewodów łączących zestaw z wyjściem wzmacniacza elektroakustycznego. Zazwyczaj zestaw głośnikowy wyposażony jest w jedną parę takich zacisków, jednak niektóre konstrukcje wyposażone są w dwie pary, co umożliwia podłączenie zestawu przy wykorzystaniu dwóch par przewodów – taki sposób podłączenia to bi-wiring.

## Zwrotnica głośnikowa
Rozdział pasma między głośnikami nisko- i średniotonowymi może np. przypadać w przedziale częstotliwości 300-800 Hz, a pomiędzy głośnikami średnio- i wysokotonowymi w przedziale 4000-8000 Hz. Stosuje się zwrotnice 1., 2., trzeciego i dalszego rzędu. Przyjmuje się, że przy filtrach pierwszego rzędu nachylenie zbocza charakterystyki wynosi 6 dB na oktawę, natomiast w przypadku rzędu drugiego 12 dB/okt., a rzędu trzeciego – 18 dB/okt. Sposób filtrowania sygnału oraz ustalenie częstotliwości podziału ma zasadniczy wpływ na brzmienie zestawu głośnikowego i zależy od konkretnego zestawienia głośników w danej obudowie.

## Podstawowe parametry

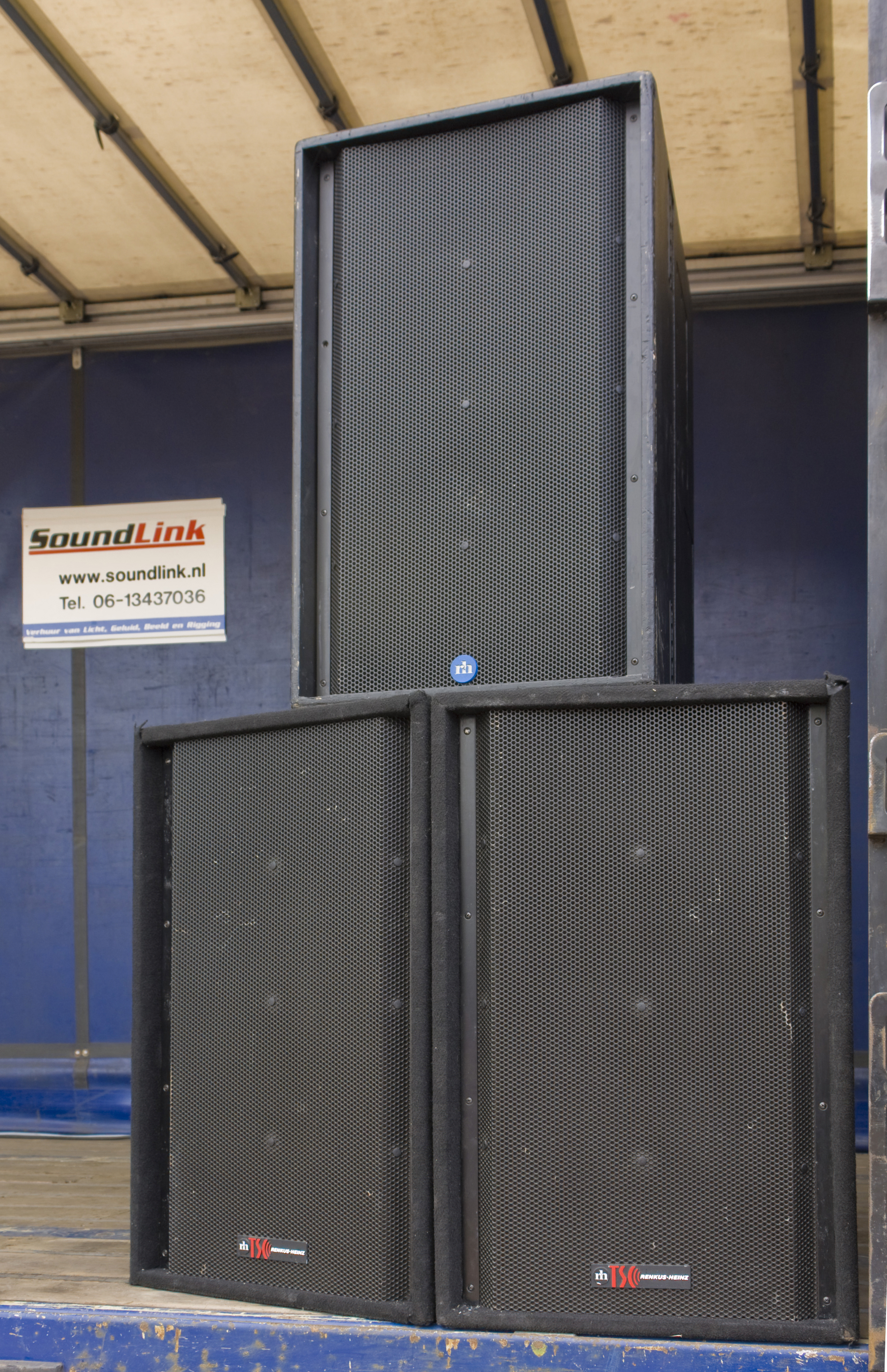
Estradowe zestawy głośnikowe firmy Renkus-Heinz: (2xC3 i 1xCE3-64).

- Pasmo przenoszenia zestawu [Hz] – określa zakres częstotliwości przenoszonych przez zestaw głośnikowy. Przy podawaniu częstotliwości granicznych pasma przenoszenia zwykle umieszcza się informację przy jakim spadku głośności, w dB w stosunku do średniej, następuje pomiar. Najczęściej stosuje się oznaczenie pasma przenoszenia przy spadku o 3 dB. W typowych zestawach klasy hi-fi pasmo przenoszenia wynosi 50–20 000 Hz (±3 dB), pasmo idealne to 20–20 000 Hz tj. pasmo akustyczne[a][potrzebny przypis]. Jeśli chodzi o górną granicę pasma przenoszenia, to nawet niedrogie zestawy z reguły osiągają wartość 20 kHz. Rozciągnięcie pasma powyżej tej granicy jest pożądane, bowiem badania wskazują, że obecność składowych, które nie są odbierane przez ucho jako izolowane sygnały, wpływa na percepcję dźwięków złożonych, niemniej wpływ reprodukcji częstotliwości ultradźwiękowych jest trudny do jednoznacznego definiowania. Istotniejsza jest dolna granica pasma przenoszenia. Różnica pomiędzy zestawem głośnikowym o paśmie rozciągającym się do 40 Hz, a taką, której pasmo sięga 60 Hz jest znaczna i odczuwalna subiektywnie (należy dodać, iż wiele instrumentów muzycznych potrafi emitować dźwięki o niższych częstotliwościach, np. kontrabas, kontrafagot, tuba, fortepian, a zwłaszcza organy – te ostatnie już od ok. 16 Hz, czyli najniższy dźwięk odbierany przez słuch ludzki). Ze względu jednak na brak powszechnego ujednolicenia metod pomiarowych, nie należy wykorzystywać do porównań specyfikacji zestawów głośnikowych mierzonych różnymi metodami[4].

- Moc znamionowa (sinusoidalna, RMS) [W] – moc elektryczna, którą zestaw może być obciążony w sposób ciągły bez jego uszkodzenia (przegrzania). Brak normalizacji warunków pomiarów mocy znamionowej (m.in. różne czasy trwania testu, różne sygnały testowe, niewłaściwy dobór częstotliwości do rodzaju głośnika) prowadzi często do sytuacji, gdy deklarowana moc znamionowa nie jest osiągalna, bo dużo wcześniej głośnik zaczyna zniekształcać dźwięk (wychylenie membrany poza dopuszczalny zakres). Moc zestawu głośnikowego jest parametrem elektrycznym i zależy prawie wyłącznie od tego, ile ciepła są w stanie rozproszyć głośniki nie ulegając przy tym uszkodzeniu. Moc nominalna nie przekłada się bezpośrednio na to, jak głośno mogą zagrać dane zestawy głośnikowe. Możliwe jest np. że zestawy głośnikowe o mocy 50 W będą w stanie wytworzyć większy poziom dźwięku niż zestawy głośnikowe 100 W. Maksymalna głośność dźwięku jest zależna od sprawności z jaką przetwarzana jest energia elektryczna w energię akustyczną, a także m.in. od konstrukcji mechanicznej zestawu głośnikowego, od powierzchni głośników, zakresu wychyleń ich membran, przekrojów tuneli rezonansowych czy też wielkości membrany biernej[5].

- Moc muzyczna szczytowa (PMPO) [W] – jest to maksymalna moc jaką zestaw może być obciążony przez krótki czas, bez nieodwracalnego zniszczenia. Taka definicja prowadzi do absurdalnego skracania czasu impulsu podawanego na głośnik (lub zestaw), aby w wyniku uzyskać duże liczby (setki i tysiące watów).

- Impedancja znamionowa [Ω] – najmniejsza wartość impedancji dla częstotliwości powyżej częstotliwości rezonansu. Większość impedancji stanowi rezystancja drutu cewki głośnika, stąd też straty na ciepło i niska sprawność głośników[potrzebny przypis]. Parametr ten wpływa na techniczne dopasowanie zestawów głośnikowych i wzmacniacza[6]. Impedancja znamionowa przyjmuje zawsze konkretną wartość. Najczęściej jest to 8 Ω lub 4 Ω, rzadziej 6 Ω. Rzeczywista impedancja nie jest stała i zmienia się w zależności od częstotliwości, w większości zestawów głośnikowych mocno odbiega w swoich maksimach i minimach od wartości nominalnej. O impedancji nominalnej decydują normy określające w jakim zakresie może się zmieniać impedancja rzeczywista[6]. Wzmacniacze są przystosowane zazwyczaj do impedancji obciążenia 4 lub 8 Ω. Dla uzyskania dopasowania energetycznego impedancja zestawów głośnikowych powinna pokrywać się z zalecaną dla wzmacniacza impedancją obciążenia. Można użytkować zestaw głośnikowy o impedancji innej niż impedancja zalecana dla danego wzmacniacza, ale pod warunkiem, że jest się gotowym zaakceptować spadek dostępnej mocy. Bezpieczniejszym wariantem jest zastosowanie zestawów głośnikowych o impedancji znamionowej wyższej niż nominalna impedancja obciążenia wzmacniacza (tj. zastosowanie zestawów głośnikowych 8 lub 6 Ω zamiast 4 Ω). Mniej wskazany jest wariant odwrotny, czyli stosowanie zestawów głośnikowych o impedancji niższej niż zalecana do danego wzmacniacza[6].

- Efektywność [dB/1 W/1 m lub dB/2,83 V/1 m lub dB] – parametr ten określa, jaki będzie poziom dźwięku w określonym punkcie (w normach przyjmuje się 1 metr od zestawu głośnikowego) przy doprowadzeniu określonego (ustandaryzowanego) sygnału. Im wyższa efektywność tym głośniej zagra zestaw głośnikowy przy takich samych parametrach sygnału. W uproszczeniu można przyjąć, że efektywność daje ogólne pojęcie o tym jak sprawnie zestaw głośnikowy przetwarza energię elektryczną na energię akustyczną[7]. W typowych warunkach (średnia wielkość pokoju odsłuchowego, wykorzystanie wzmacniacza o mocy 30 W lub więcej) efektywność rzędu 88–90 dB jest zadowalająca. Jeśli zestaw głośnikowy ma niską efektywność, zbliżoną do 80 dB, wymagają stosowania wzmacniaczy o znacznie większych mocach. Wzmacniacze o niskiej mocy (rzędu kilkunastu W i mniej) wymagają zestawów głośnikowych o wysokiej efektywności – na poziomie dziewięćdziesięciu kilku dB. W specyfikacji efektywności stosowane są trzy różne jednostki: dB/1 W/1 m, dB/2,83 V/1 m lub tylko dB. Zastosowanie konkretnej jednostki zależy od rodzaju sygnału dostarczonego przy pomiarze[7].
  - Jeśli stosowana jest jednostka dB/1 W/1 m to oznacza, że w przypadku zestawów głośnikowych 8-omowych do zestawu podaje się napięcie 2,83 V, a do zestawów głośnikowych 4-omowych 2 V, co w rezultacie powinno dać podobne wielkości dostarczanej mocy. Oznacza to również, że efektywność zestawów głośnikowych o impedancji 8 Ω i 4 Ω można porównywać bezpośrednio[7].
  - Jednostka dB/2,83 V/1 m ma tę zaletę, że w sposób precyzyjny określa jednolite warunki pomiaru. Trzeba jednak zachować uwagę przy pomiarze efektywności zestawów głośnikowych o różnych wartościach impedancji. Dla przykładu zestaw głośnikowy 8-omowy o efektywności 90 dB/2,83 V/1 m jest równoważny zestawowi głośnikowemu 4-omowemu o efektywności 93 dB/2,83 V/1 m, a to dlatego, że dwukrotne zmniejszenie impedancji przy tym samym napięciu dwa razy zwiększa pobór prądu i dwa razy rośnie też pobierana moc (a dwukrotna zmiana wielkości mocy jest równoważna 3 dB)[7].
  - Samo oznaczenie dB w ogóle nie powinno być stosowane ponieważ jest to określenie niejednoznaczne. Specyfikacja efektywności nie ma bowiem sensu bez określenia sygnału pomiarowego. Najlepiej założyć, że samo dB jest równoważne określeniu dB/2,83 V/1 m[7].

- Sprawność [%] – stosunek mocy mechanicznej wytworzonej fali akustycznej do dostarczonej mocy elektrycznej (Pm/Pe). Zawiera się ona w przedziale od 0% do 100%. Dla sprawności równej 100% nie ma strat energii. Sprawności wszystkich głośników mieszczą się w granicach od 0,5% do 2%. Większość mocy jest tracona w postaci ciepła.

- Pojemność obudowy [l] – objętość wnętrza obudowy, wynika z obliczeń i jest dobierana pod konkretne modele głośników oraz założony efekt (kształtowanie pasma przenoszenia, odpowiedź impulsowa).